# Rio Awaroa
O rio Awaroa é um rio curto no extremo norte da Ilha do Norte na Nova Zelândia. Ele está localizado a 25 quilômetros a sul de Kaitaia, e corre 12 quilômetros para sudoeste, atingindo o Mar da Tasmânia a norte do porto de Hokianga.